# Keve (comitat)
Keve (hongrois : Keve ou Keve vármegye) est un ancien comitat du royaume de Hongrie, créé lors de la fondation de l'État hongrois (XIe siècle), disparu dans les années 1540 au sein de l'Empire ottoman et divisé lors de la réforme territoriale de 1876 entre les comitats de Torontál  et de Temes.